# تاکاشی یوکویاما
تاکاشی یوکویاما (ژاپنی: 横山隆志؛ ۲۴ دسامبر ۱۹۱۳ – ۱ ژانویهٔ ۱۹۴۵) شناگر اهل ژاپن بود.